# Conseil pastoral
Dans l'Église catholique, le Conseil pastoral réunit le clergé paroissial et les représentants des laïcs. Il est présidé par le curé, examine les besoins de l'évangélisation sur le territoire de la paroisse, et les moyens d'y répondre.
Au niveau paroissial, on parle simplement de Conseil pastoral. Il faut le distinguer au niveau du diocèse, du Conseil pastoral diocésain qui assiste l’évêque dans son gouvernement. 

## Rôle
De par la diversité de ses membres, le Conseil pastoral reflète la vie de la Communauté chrétienne. Il propose des orientations et aide à mûrir les projets qui lui sont confiés. Il se fait l'écho de la vie de la paroisse ou du groupement paroissial et des villes. Il a souci de la qualité de vie évangélique de la paroisse ou du groupement et du témoignage donné, suscitant des initiatives des personnes et des groupes. Son rôle est consultatif.

## Droit canonique
Le conseil pastoral de paroisse trouve sa définition au canon 536 du Code de droit canonique de 1983 :
- Can. 536
  - § 1. Si l'Évêque diocésain le juge opportun après avoir entendu le conseil presbytéral, un conseil pastoral sera constitué dans chaque paroisse, présidé par le curé et dans lequel, en union avec ceux qui participent en raison de leur office à la charge pastorale de la paroisse, les fidèles apporteront leur concours pour favoriser l'activité pastorale.
  - § 2. Le conseil pastoral ne possède que voix consultative et il est régi par les règles que l'Évêque diocésain aura établies.

## Sources
- Définition, dans le site de la Conférence des évêques de France
- La participation des laïcs dans la paroisse, sur le site christus.fr
- Conseil pastoral diocésain, sur le site christus.fr